# Alvorada do Gurguéia
Alvorada do Gurguéia là một đô thị thuộc bang Piauí, Brasil. Đô thị này có diện tích 2131,942 km², dân số năm 2007 là 4985 người, mật độ 2,34 người/km².